# Nicola Tacchinardi
Nicola Tacchinardi (Liorna, Toscana, 3 de setembre de 1772 - Florència, Toscana, 14 de març de 1859) fou un tenor italià.
De figura poc agraciada i rostre gens atraient, tal era la bellesa de la seva veu i la perfecció del seu art, que, rebut pels auditoris en les seves aparicions amb riures i mofes, aconseguia fanatitzar-los només cantar els primers compassos de la seva “particella” encara en les obres què, com el Don Giovanni de Mozart (transportada per a tenor), exigeixen en el principal intèrpret, una figura arrogant i brillant.
Va recórrer en triomf les principals escenes líriques d'Europa, retirant-se del teatre el 1831 i s'establí a Florència com a professor de cant. Entre les seves deixebles famoses i figuraren la seva filla Fanny Tacchinardi Persiani, la Frezzolini.
Publicà forces obres didàctiques relatives al cant, i el curiós fulletó titulat Dell' opera in musica sul teatro italiano, e de’ suoi difetti.